# Alaska Statehood Act

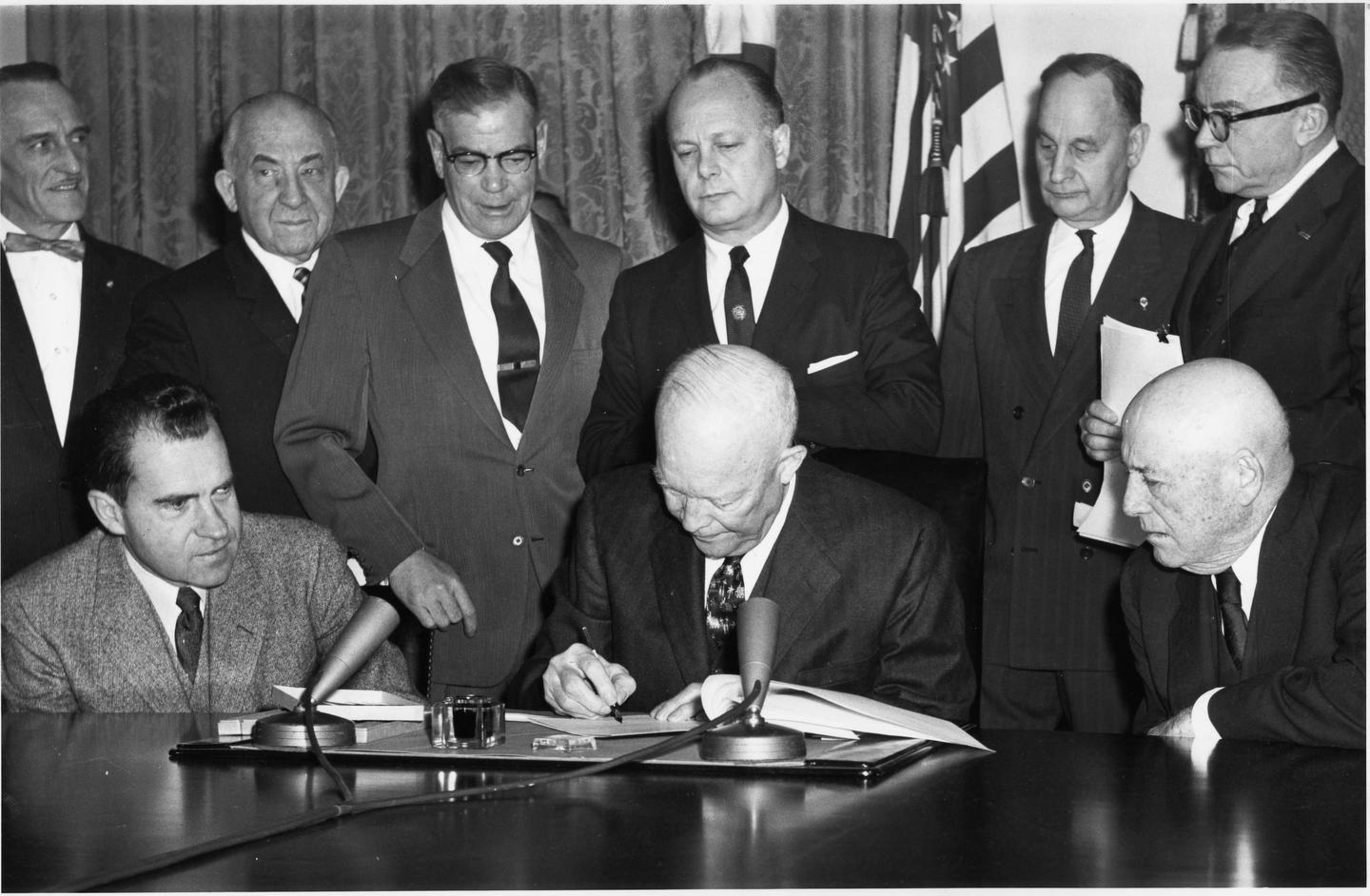
Die Unterzeichnung des Alaska Statehood Act
(Dwight D. Eisenhower, sitzend, und der damalige Vizepräsident Richard Nixon, links)

Der Alaska Statehood Act ist ein von US-Präsident Dwight D. Eisenhower am 7. Juli 1958 unterzeichnetes Gesetz, das das Alaska-Territorium am 3. Januar 1959 zum 49. Bundesstaat der Vereinigten Staaten machte.
Alaskas Bemühungen um den Status als Bundesstaat gehen zurück bis in die 1920er-Jahre. Teile der Bevölkerung fühlten sich durch die Bundesregierung, der das Territorium unterstellt war, ohne jedoch die Rechte eines Bundesstaats zu haben, diskriminiert. Andere fürchteten die höheren Steuern, die eine Anerkennung als Bundesstaat mit sich bringen würde.
Die Bemühungen Alaskas wurden von der Bundesregierung erst nach dem Zweiten Weltkrieg wahrgenommen, als sich die durch die Nähe zu Russland strategisch wichtige Lage des bis dahin als bundesunmittelbares Gebiet geführten Territoriums gezeigt hatte.
Ein Referendum in Alaska im Jahr 1946 erbrachte eine 3:2-Mehrheit für die Anerkennung als Bundesstaat: 59 Prozent votierten dafür, 41 Prozent stimmten dagegen (nach anderer Ausgabe derselben Quelle: 50 Prozent dafür und 41 Prozent dagegen). Mit diesem Ergebnis im Rücken brachte Edward Lewis Bartlett, Vertreter des Alaska-Territoriums im US-Repräsentantenhaus, eine entsprechende Gesetzesvorlage im Kongress ein. Die Vorlage wurde von der Republikanischen Partei, die durch die Vertreter Alaskas im Kongress eine Stärkung der Demokraten fürchtete, abgelehnt. Eine zweite Vorlage 1949 passierte zwar 1950 den Kongress, scheiterte jedoch, erneut am Widerstand der Republikaner, im Senat.
In der Folge einer 1955 in Fairbanks abgehaltenen Constitutional Convention wurde 1956 die Verfassung Alaskas mit großer Mehrheit verabschiedet. Ein weiterer Schritt zur Anerkennung als Bundesstaat war die Wahl und Entsendung von inoffiziellen Vertretern Alaskas für den Kongress. Ernest Gruening und William Egan zogen so in den Kongress der Vereinigten Staaten ein, ohne dort jedoch offiziell anerkannt zu werden oder Stimmrecht zu haben.
Nachdem frühere Gegner der Aufnahme Alaskas als Bundesstaat wie Sam Rayburn auf die Seite der Befürworter, zu denen etwa Senator Lyndon B. Johnson gehörte, umgeschwenkt waren, wurde das Gesetz im Juli 1958 verabschiedet und Alaska zum 49. Bundesstaat der Vereinigten Staaten.
Bonnie-Sue Hitchcock hat in Der Geruch von Häusern anderer Leute (2016) die Konflikte innerhalb Alaskas wegen der Statusänderung, zwischen Befürwortern und Gegnern, romanhaft dargestellt.